# Ischia di Castro
Ischia di Castro település Olaszországban, Viterbo megyében. Lakosainak száma 2137 fő (2023. január 1.). Ischia di Castro Canino, Farnese, Pitigliano, Valentano, Cellere és Manciano községekkel határos.

## Népesség
A település népessége az elmúlt években az alábbi módon változott:
| Lakosok száma | 2314 | 2285 | 2137 |
|               | 2017 | 2018 | 2023 |